# Franz Xaver von Zach
Franz Xaver von Zach, född 4 juni 1754 i Pressburg, död 2 september 1832 i Paris, var en tysk astronom.
Zach inträdde först i österrikisk krigstjänst och förestod därefter en professur i mekanik vid Lembergs universitet, vistades senare flera år på resor dels i Paris, dels i London och kallades 1786 av hertigen av Coburg-Gotha till föreståndare för det observatorium, som vid Seeberg vid Gotha var avsett att uppföras och vilket även under Zachs ledning 1791 fullbordades. 
Där kvarstannade han till hertigens död (1804) och gjorde under denna tid sitt observatorium till en medelpunkt för den dåtida astronomiska världen såväl genom den utbildning i praktisk astronomi, som där kom flera yngre astronomer till del, som genom de tidskrifter han där utgav. Sedan han därefter enligt den avlidne hertigens önskan fungerat som överhovmästare vid änkehertiginnans hov till hennes död (1827), tillbringade han återstoden av sitt liv på resor. 
Zach utgav flera tidskrifter och även Novæ et correctæ tabulæ motuum solis (1792), vilka avlöste Lacailles Tabulæ solares, samt ett flertal astronomiska avhandlingar. Han var ledamot av svenska kungliga vetenskapsakademien från 1794.

L'attraction des montagnes, 1814

Asteroiden 999 Zachia är uppkallad efter honom.